# Nat Turner
Nathaniel Turner, noto come Nat Turner (Contea di Southampton, 2 ottobre 1800 – Courtland, 11 novembre 1831), è stato un rivoluzionario statunitense che guidò la cosiddetta rivolta degli schiavi di Nat Turner, scoppiata nella Contea di Southampton in Virginia nell'agosto 1831.

## La vita da schiavo
Nat Turner nacque nella Contea di Southampton il 2 ottobre 1800. Il nome "Nat" venne registrato da Benjamin Turner, l'uomo bianco che possedeva come schiava nera la madre di Nat.
Quando Benjamin Turner morì nel 1810, Nat e la madre divennero di proprietà del figlio di Benjamin, il giovane Samuel Turner. Non è tutt'oggi chiaro se il cognome Turner gli fu dato dal suo padrone o se Nat lo usò autonomamente durante la propria esistenza. Di certo, Nat conosceva poco della storia della propria famiglia, principalmente su quanto avvenuto al padre, che fuggì dalla proprietà dei Turner quando Nat era ancora un bambino. La nonna di Nat Turner era stata condotta in catene, all'età di tredici anni, dalla Costa d'Oro in America e, subito dopo lo sbarco, diede alla luce una bambina, la madre di Nat, concepita durante il viaggio.
All'interno della proprietà dei Turner lo schiavo Nat trascorse la sua intera esistenza, in una zona rurale degli Stati Uniti dove gli schiavi neri erano la maggioranza della popolazione. A differenza della quasi totalità degli schiavi, analfabeti, sin dalla tenera età Nat riuscì ad avere accesso a libri che gli consentirono di imparare a leggere e scrivere praticamente da autodidatta. Educato poi dai padroni e dalla famiglia a coltivare una profonda religiosità, si immerse sin da ragazzo nella lettura delle storie della Bibbia, passando le ore libere dal lavoro nella preghiera e nella meditazione.
Questa religiosità si manifestò sempre di più, fino ad arrivare a quelle che lui chiamava "visioni", ossia immagini che Nat vedeva e tramite cui Dio gli avrebbe inviato dei messaggi. La prima di queste visioni avvenne all'età di 22 anni; quell'anno Nat fuggì dalla proprietà dei Turner, per poi farvi ritorno circa un mese dopo asserendo di aver ricevuto una rivelazione spirituale. In questo periodo Nat cominciò quindi a predicare tra gli schiavi che lavoravano nei campi con lui, leggendo passi della Bibbia, tanto da essere soprannominato dai suoi compagni "Il Profeta". Sempre in questo periodo Nat cominciò anche ad avere qualche seguace bianco, tra cui Etheldred T. Brantley, che sarebbe stato convinto dallo schiavo a "cessare di compiere le proprie azioni malvagie su questa terra".
All'inizio del 1828 Nat Turner era fermamente convinto di "essere stato prescelto dall'Onnipotente per compiere qualcosa di grande con le sue mani". Una mattina, mentre lavorava nei campi di Samuel Turner, Nat disse: "Ho sentito un forte rumore nei cieli stamane. Lo Spirito Santo mi è apparso istantaneamente e mi ha detto che il Serpente è tra noi, quello stesso serpente che Cristo ha posto sotto il suo giogo. Mi ha detto che devo combattere contro il Serpente, perché il tempo in cui i primi saranno ultimi e gli ultimi saranno i primi si avvicinava velocemente".

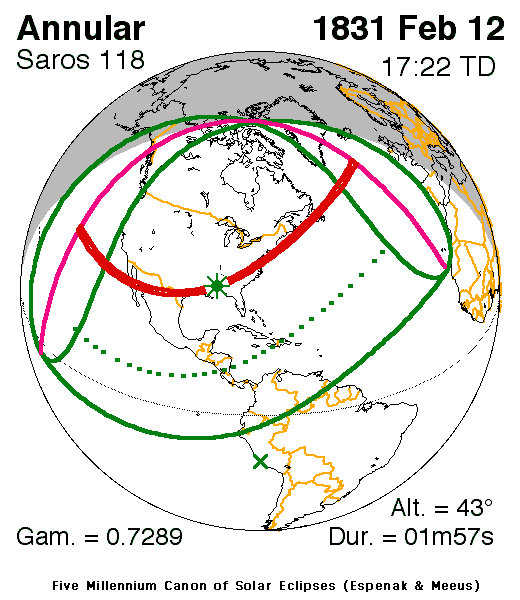
Eclissi solare anulare del 12 febbraio 1831

Nel febbraio 1831 alcune "condizioni atmosferiche anomale" furono interpretate da Nat come un segno che Dio gli inviava, ossia di prepararsi alla ribellione contro i padroni bianchi. Per decenni non si è mai riuscito a capire quali fossero stati gli eventi atmosferici cui si riferirono i contemporanei di Nat Turner, ma grazie a successive ricerche si è poi finalmente potuto appurare che il 12 febbraio del 1831 fu visibile dalla Virginia una eclissi anulare di Sole.
In principio, Nat aveva individuato nel 4 luglio (giorno dell'Indipendenza degli Stati Uniti) la data giusta per incominciare la ribellione degli schiavi della regione, ma dovette posticipare i suoi piani a causa di alcuni malesseri fisici cui era soggetto in quel periodo.
La ribellione vera e propria iniziò poco dopo, nella notte del 21 agosto 1831.

### La ribellione degli schiavi di Nat Turner
Quella notte Nat lasciò la proprietà dei suoi carcerieri assieme a pochi altri schiavi neri, tutti dell'azienda di Samuel Turner. Questi ultimi avevano comunicato la loro intenzione di ribellarsi ma non avevano mai discusso su un piano d'azione preciso, ed avevano utilizzato alcune canzoni particolari per lasciare intendere la loro adesione al piano. Si ritiene che Nat abbia dato il via alla ribellione intonando una canzone, che abbia chiamato a raccolta gli uomini della proprietà dei Turner.
Per tutta la notte, gli schiavi passarono di proprietà in proprietà liberando altri schiavi come loro e uccidendo i rispettivi padroni bianchi. Alla fine della ribellione si contarono circa 70 uomini ad aver seguito Nat Turner.
Inizialmente, al fine di non attirare troppo l'attenzione su di loro, gli schiavi non utilizzarono armi da fuoco per uccidere i bianchi, ma solo asce, coltelli ed attrezzi recuperati all'interno dei magazzini agricoli. Durante gli assalti alle case dei carcerieri, i ribelli non fecero distinzioni ed uccisero uomini, donne e bambini.
Nat Turner ammise di aver ucciso una sola persona durante la rivolta, Margaret Whitehead, che fu strangolata con del filo spinato preso da una recinzione.
Prima che le milizie armate dei bianchi venissero a conoscenza di quanto stesse avvenendo, i ribelli uccisero all'incirca 60 persone bianche.
Tra i bianchi furono tuttavia risparmiati i poveri e i senza tetto che quella notte incrociarono i rivoltosi, in quanto secondo Turner: "Questi poveri uomini non vivono in condizioni molto migliori di noi neri". Inoltre Nat credeva che la violenza utilizzata dai ribelli fosse necessaria per far comprendere ai bianchi in quale stato di perenne paura e terrore vivessero da secoli gli schiavi neri.

### La cattura e l'impiccagione
La ribellione degli schiavi di Southampton fu però velocemente interrotta dalle milizie armate dei bianchi nelle 48 ore successive. Nat Turner riuscì a scappare nei boschi e a restare fuggitivo sino al successivo 30 ottobre 1831, quando fu scoperto e catturato dal contadino Benjamin Phipps.
In un primo momento Nat fu imprigionato all'interno di un buco scavato nel terreno, sopra cui furono posti binari del treno. Mentre aspettava di essere processato, Turner confessò la propria ribellione al procuratore Thomas Ruffin Gray.
Il successivo 5 novembre 1831 Nat Turner fu condannato per "cospirazione, ribellione ed insurrezione" e condannato a morte per impiccagione. La sentenza fu eseguita il successivo 11 novembre nella città di Jerusalem, in Virginia. Subito dopo la morte il suo corpo fu decapitato e la sua testa esposta nella piazza della cittadina, come monito verso gli altri schiavi. Il suo corpo senza testa fu infine seppellito senza alcun segno di riconoscimento e senza messa funebre.
Nel 2002 il cranio che si pensava fosse appartenuto a Nat Turner fu preso da Richard G. Hatcher, ex sceriffo della città di Gary (Indiana), come parte della collezione del Museo dei Diritti Civili che Gray aveva pianificato di costruire nella propria città. Tuttavia il museo non fu mai costruito, e nel 2016 Richard G. Hatcher ha donato il cranio a due discendenti di Nat Turner.
Il successivo test del DNA ha infine definitivamente confermato che quel cranio appartenne a Nat Turner. Dopo la notizia, i discendenti hanno sepolto il cranio in un cimitero durante una funzione religiosa.
Al termine dell'insurrezione furono catturati 45 schiavi, compreso Nat Turner. Di questi, 15 furono impiccati nei giorni subito seguenti alla ribellione, 18 furono imprigionati e 12 furono espulsi dallo Stato del Virginia.
Qualche tempo dopo l'esecuzione, il procuratore Thomas Ruffin Gray pubblicò il libro Le confessioni di Nat Turner. Buona parte del libro è il frutto dei colloqui che il procuratore intrattenne con Turner nella prigione di Jerusalem, nei giorni subito antecedenti all'esecuzione capitale. Nonostante questo sia il primo documento storico dedicato alla figura di Nat Turner, alcuni storici ritengono che il libro di Gray sia inaccurato e che abbia alterato nel complesso la portata della vicenda storica.

### Le conseguenze della ribellione
Al termine della rivolta degli schiavi furono giustiziate nello Stato del Virginia 55 persone nere, sospettate di aver preso parte all'insurrezione.
Tuttavia, nell'isteria generalizzata di quei giorni e con la presenza di milizie armate a piede libero, furono uccise circa 120 persone di colore, buona parte delle quali non avevano preso parte a nessuna forma di sedizione o cospirazione.
Immediatamente dopo il processo vennero emanate delle leggi che vietarono ai padroni bianchi di liberare i propri schiavi e di insegnare ai bambini neri a leggere e a scrivere.

## Cultura di massa
- Addio zio Tom, film diretto da Gualtiero Jacopetti e Franco Prosperi (1971).
- Radici, serie TV (1977).
- The Birth of a Nation - Il risveglio di un popolo (The Birth of a Nation), regia di Nate Parker (2016)[6]